# Kościół Pana Jezusa Konającego w Częstochowie
Kościół Pana Jezusa Konającego w Częstochowie – kościół filialny parafii Podwyższenia Krzyża Świętego w Częstochowie, usytuowany przy północnej pierzei Rynku Wieluńskiego, pod numerem 29, który do 1826 roku był centralnym miejscem miasta Częstochówki (Nowej Częstochowy).

## Historia i wnętrze
Pierwszy kościół murowany wybudowany wraz z przytuliskiem, wzniesiony został w 1786 roku przez podzakrystianina jasnogórskiego ojca Władysława Niecińskiego, z uwagi na zburzenie przytułku przy kościele św. Jakuba. Przytułek został rozebrany w 1838 roku, a na jego miejscu w 1906 roku został wybudowany obecny kościół nieco poszerzony w 1925 roku staraniem proboszcza św. Rocha (obecnie Podwyższenia Krzyża Świętego) księdza Piotra Waśkiewicza. Budowla niewielka, neogotycka z prezbiterium na północ, salowa, prostokątna. Wyposażenie neogotyckie z ołtarzem głównym i dwoma bocznymi. Naczynia liturgiczne z XIX i XX stulecia. Msze święte w kościele są odprawiane w soboty.